# Instinction
Instinction is een nummer van de Britse band Spandau Ballet uit 1982. Het is de vierde en laatste single van hun tweede studioalbum Diamond.
Nadat Spandau Ballet met de vorige singles van "Diamond" niet heel succesvol was in de hitlijsten, wilde de band daar met dit nummer verandering in brengen. Ook manager Steve Dagger zei dat het album nog een single nodig had om het beter te verkopen. "Instinction" werd inderdaad succesvoller dan de voorgangers en bereikte de 10e positie in het Verenigd Koninkrijk. In het Nederlandse taalgebied deed de plaat niets in de hitlijsten.

## Tracklijst
7"
1. "Instinction" — 3:36
2. "Gently" — 4:01

12"
1. "Instinction" — 3:36
2. "Chant No. 1" (remix) — 8:03
3. "Gently" — 4:01